# Зутер, Иоганн Рудольф
Иоганн Рудольф Зутер (нем. Johann Rudolf Suter, 1766 — 1827) — швейцарский ботаник, профессор ботаники.

## Биография
Иоганн Рудольф Зутер родился в 1766 году.
Он был профессором ботаники в Берне.
В 1802 году было опубликовано его произведение Flora helvetica.
Иоганн Рудольф Зутер умер в 1827 году.

## Научная деятельность
Иоганн Рудольф Зутер специализировался на семенных растениях.

## Некоторые публикации
- Flora helvetica. 1802[2].

## Почести
В его честь был назван род растений Sutera Roth.